# Fontanjas
Fontanjas (en francès Fontanges) és un municipi francès situat al departament de Cantal i a la regió d'Alvèrnia-Roine-Alps. L'any 2007 tenia 222 habitants.

## Demografia

### Població
El 2007 la població de fet de Fontanges era de 222 persones. Hi havia 105 famílies de les quals 43 eren unipersonals (23 homes vivint sols i 20 dones vivint soles), 27 parelles sense fills, 23 parelles amb fills i 12 famílies monoparentals amb fills.
La població ha evolucionat segons el següent gràfic:
Habitants censats

## Fills ilustres
- Antoine de Bertrand (vers 1540-1581) compositor musical.

### Habitatges
El 2007 hi havia 247 habitatges, 111 eren l'habitatge principal de la família, 104 eren segones residències i 32 estaven desocupats. 242 eren cases i 5 eren apartaments. Dels 111 habitatges principals, 82 estaven ocupats pels seus propietaris, 23 estaven llogats i ocupats pels llogaters i 6 estaven cedits a títol gratuït; 2 tenien una cambra, 9 en tenien dues, 22 en tenien tres, 37 en tenien quatre i 41 en tenien cinc o més. 55 habitatges disposaven pel capbaix d'una plaça de pàrquing. A 60 habitatges hi havia un automòbil i a 24 n'hi havia dos o més.

### Piràmide de població
La piràmide de població per edats i sexe el 2009 era:
| Homes | Edats   | Dones |
| ----- | ------- | ----- |
| 0     | 95 o +  | 0     |
| 0     | 90 a 94 | 0     |
| 0     | 85 a 89 | 0     |
| 8     | 80 a 84 | 4     |
| 8     | 75 a 79 | 16    |
| 8     | 70 a 74 | 16    |
| 12    | 65 a 69 | 8     |
| 4     | 60 a 64 | 12    |
| 12    | 55 a 59 | 8     |
| 8     | 50 a 54 | 8     |
| 16    | 45 a 49 | 0     |
| 4     | 40 a 44 | 12    |
| 12    | 35 a 39 | 4     |
| 4     | 30 a 34 | 8     |
| 8     | 25 a 29 | 0     |
| 8     | 20 a 24 | 0     |
| 4     | 15 a 19 | 0     |
| 0     | 10 a 14 | 16    |
| 4     | 5 a 9   | 8     |
| 8     | 0 a 4   | 8     |

## Economia
El 2007 la població en edat de treballar era de 126 persones, 83 eren actives i 43 eren inactives. De les 83 persones actives 75 estaven ocupades (41 homes i 34 dones) i 8 estaven aturades (4 homes i 4 dones). De les 43 persones inactives 24 estaven jubilades, 7 estaven estudiant i 12 estaven classificades com a «altres inactius».

### Ingressos
El 2009 a Fontanges hi havia 108 unitats fiscals que integraven 214 persones, la mediana anual d'ingressos fiscals per persona era de 12.106 €.

### Activitats econòmiques
Dels 13 establiments que hi havia el 2007, 1 era d'una empresa de fabricació d'altres productes industrials, 2 d'empreses de construcció, 2 d'empreses de comerç i reparació d'automòbils, 4 d'empreses d'hostatgeria i restauració, 1 d'una empresa immobiliària i 3 d'empreses de serveis.
Dels 3 establiments de servei als particulars que hi havia el 2009, 1 era una fusteria, 1 electricista i 1 restaurant.
L'únic establiment comercial que hi havia el 2009 era una botiga de menys de 120 m².
L'any 2000 a Fontanges hi havia 14 explotacions agrícoles que ocupaven un total de 693 hectàrees.

## Poblacions més properes
El següent diagrama mostra les poblacions més properes.